# Zamach na Mariana Spychalskiego
Zamach na Mariana Spychalskiego − nieudany zamach na marszałka Polski Mariana Spychalskiego przeprowadzony 1 listopada 1970 na lotnisku w Karaczi.

## Opis
Na przełomie października i listopada 1970 Spychalski, jako Przewodniczący Rady Państwa, przebywał z pięciodniową oficjalną wizytą w Pakistanie. Czwartego dnia wizyty na lotnisku w Karaczi oczekiwało na niego kilkunastu polskich i pakistańskich oficjeli. Polski samolot rządowy wylądował z lekkim opóźnieniem. W chwili, kiedy Marian Spychalski z żoną szli w kierunku oczekujących nań ludzi, zza samolotu z dużą szybkością wyjechała półciężarówka i wbiła się w komitet powitalny. Kierowca nie zwolnił i samochód, wlokąc kilka ciał, wbił się w płot okalający lotnisko. W rezultacie zamachu zginęły 4 osoby: Wiceminister Spraw Zagranicznych PRL Zygfryd Wolniak, dwóch pakistańskich fotoreporterów oraz zastępca szefa pakistańskiego wywiadu Chaudhri Mohammed Nazir. Kolejne 11 osób zostało rannych. Zamachowcem okazał się Pakistańczyk Feroz Mohammad, który został aresztowany przez funkcjonariuszy  BOR, a następnie wydany władzom pakistańskim. W czasie przesłuchania Feroza śledczy sugerowali, że zamachowiec cierpi na kompleks Herostratesa i próbował zwrócić na siebie uwagę zabijając polskiego prezydenta. Sprawcę stracono.